# Splint

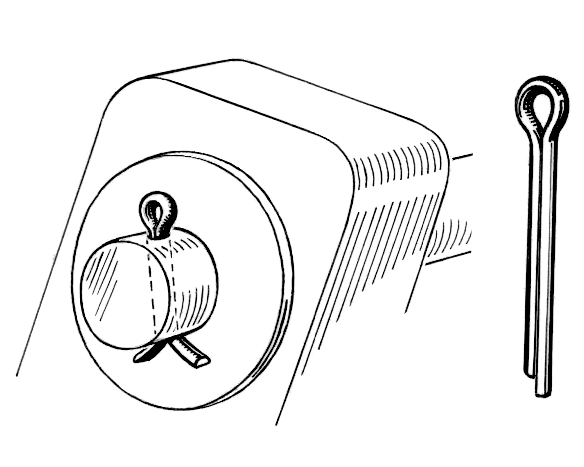
Splint

Ein Splint (in Österreich: Splente) ist ein Sicherungselement im Maschinen- und Fahrzeugbau. Er dient der Lagesicherung verbundener Bauteile in einer Richtung, die nicht die Hauptbelastungsrichtung im Betrieb ist. Beispielsweise werden (Kronen) Muttern gegen Verdrehung oder Achsen gegen Verschieben gesichert.

## Handelsübliche Bezeichnung und Einordnung
Im technischen Teilehandel werden Splinte meist nicht unter Sicherungselemente, sondern unter Stifte aufgeführt. Versplintungen gehören zu den lösbaren Verbindungen.
- Formen:
 Federstecker (oben) und normale Splinte
- Verwendung:
 A) normaler Splint
B) gesicherter Splint
C) Federstecker
D) Splintquerschnitt (Standardsplint)

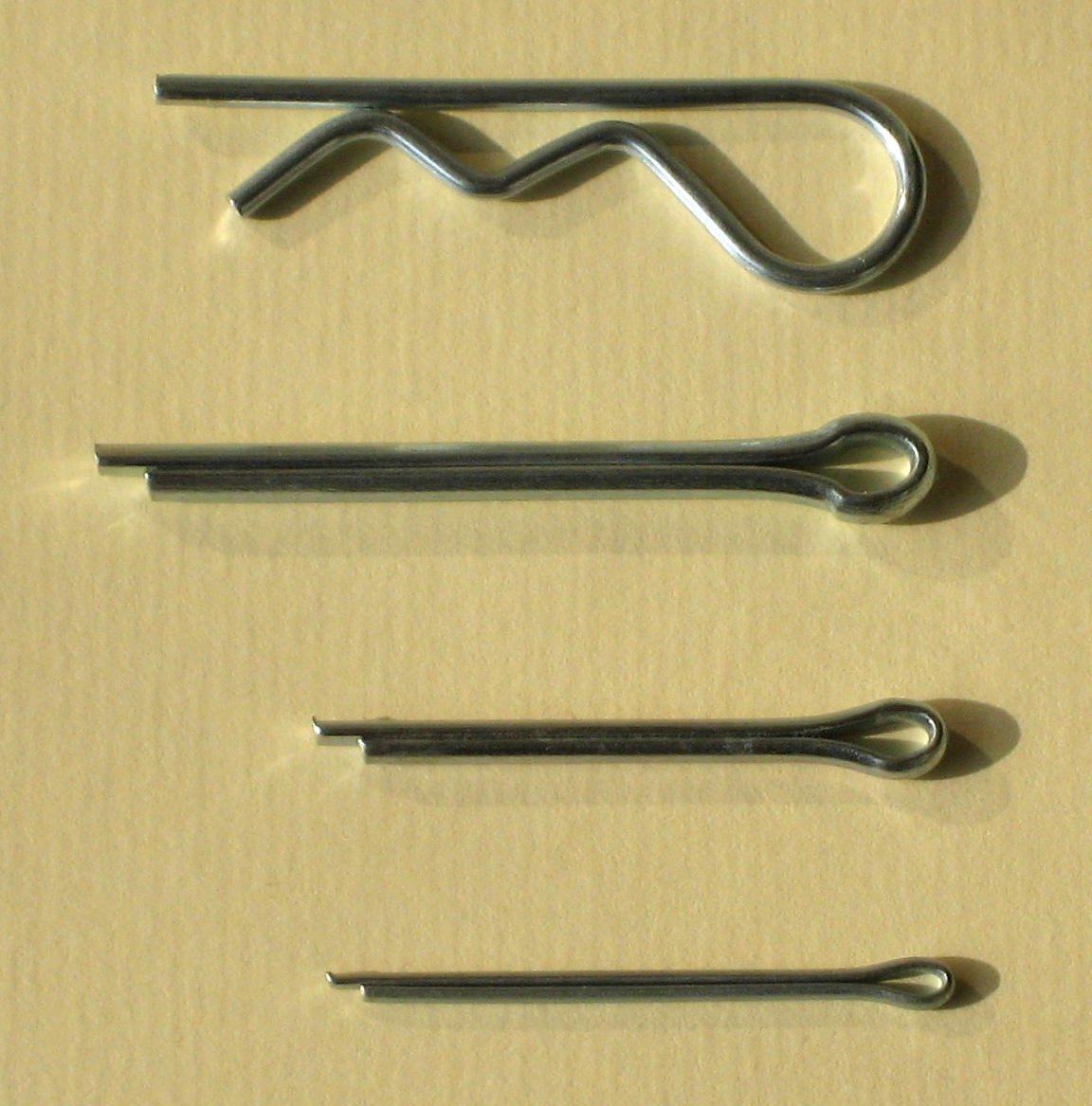
Formen: Federstecker (oben) und normale Splinte
Verwendung: A) normaler Splint B) gesicherter Splint C) Federstecker D) Splintquerschnitt (Standardsplint)
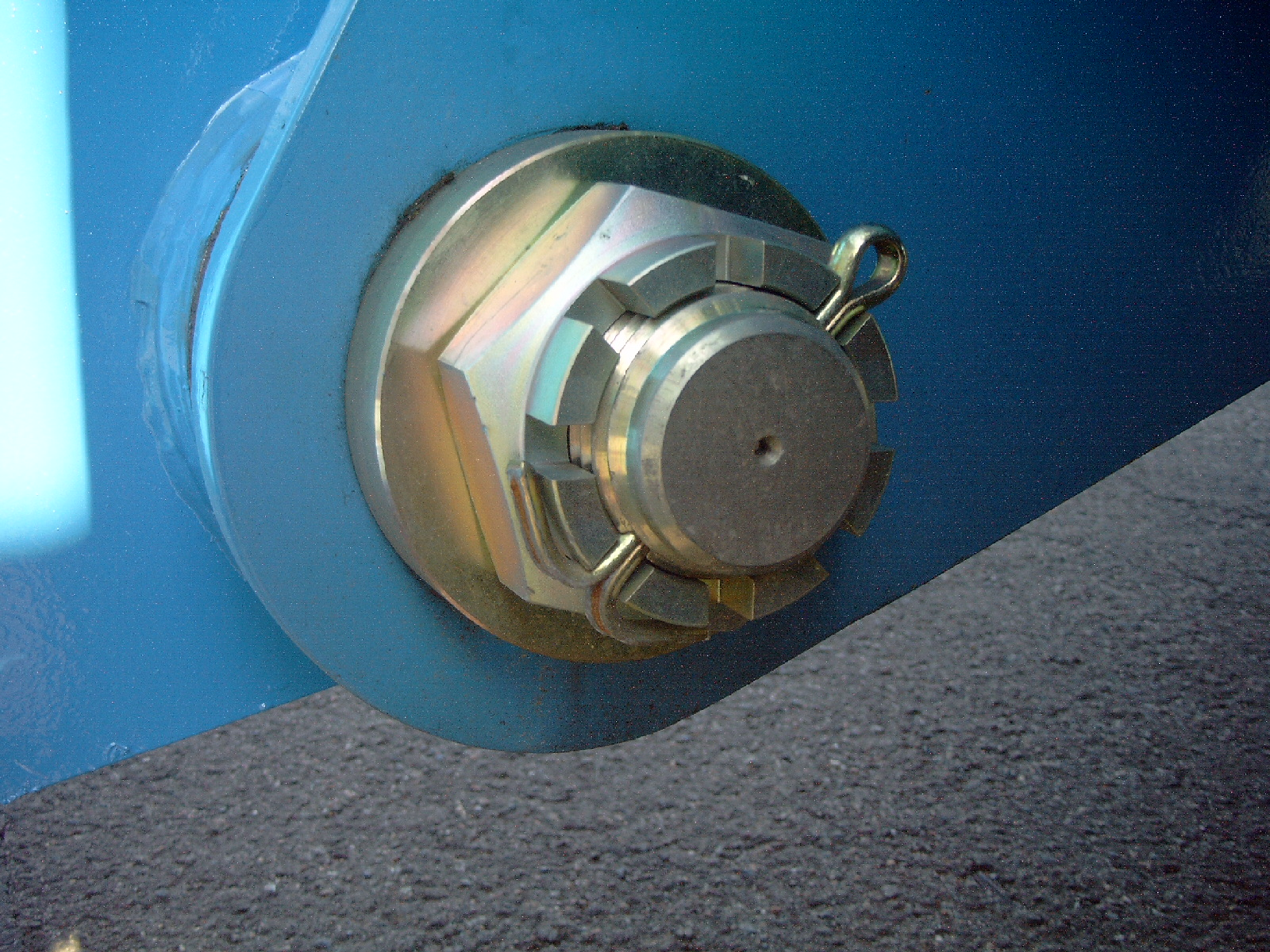
Splintsicherung in Kronenmutter
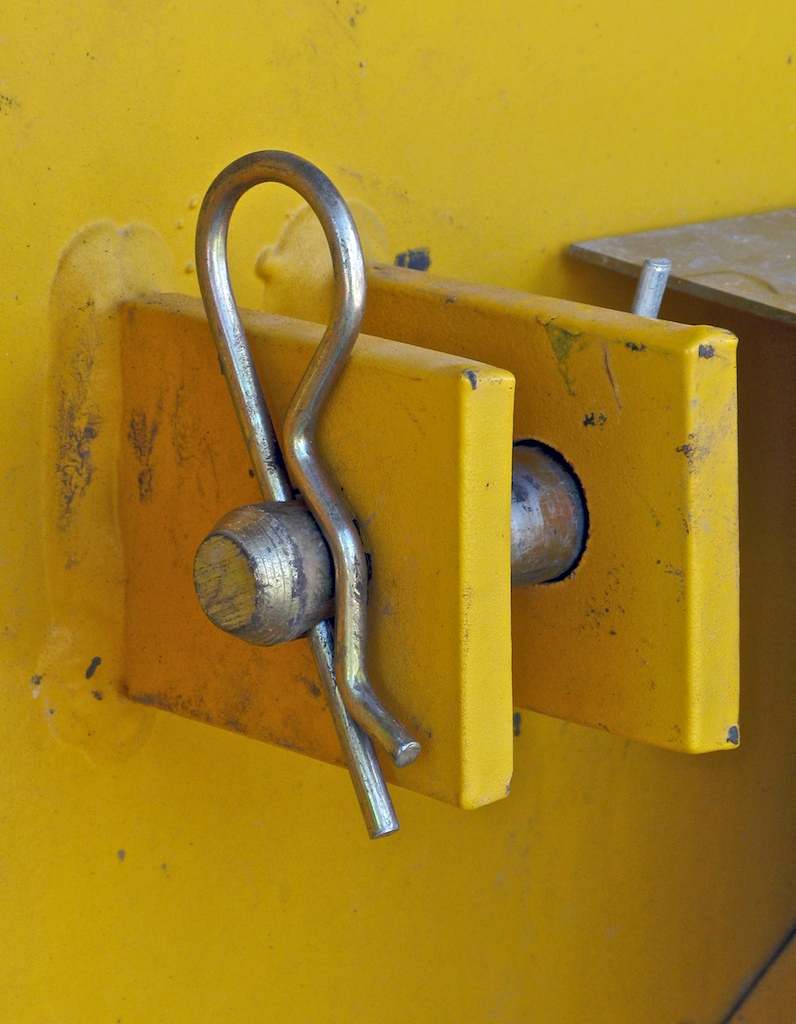
Federstecker

### Standardsplint (EN ISO 1234)
Standardsplinte zur allgemeinen Verwendung sind nach der in eine EN übernommenen ISO 1234 genormt. Davor galt DIN 94.
Splinte werden aus Draht mit halbrundem Querschnitt gefertigt. Die beiden Schenkel unterschiedlicher Länge sind parallel aufeinander gepresst und bilden einen runden Querschnitt mit in der Norm festgelegtem Durchmesser. An einem Ende ist der Draht zu einer annähernd kreisringförmigem Schlaufe, dem Splintkopf mit ebenfalls genormten Maßen, gestaucht.

### Federstecker (DIN 11024)

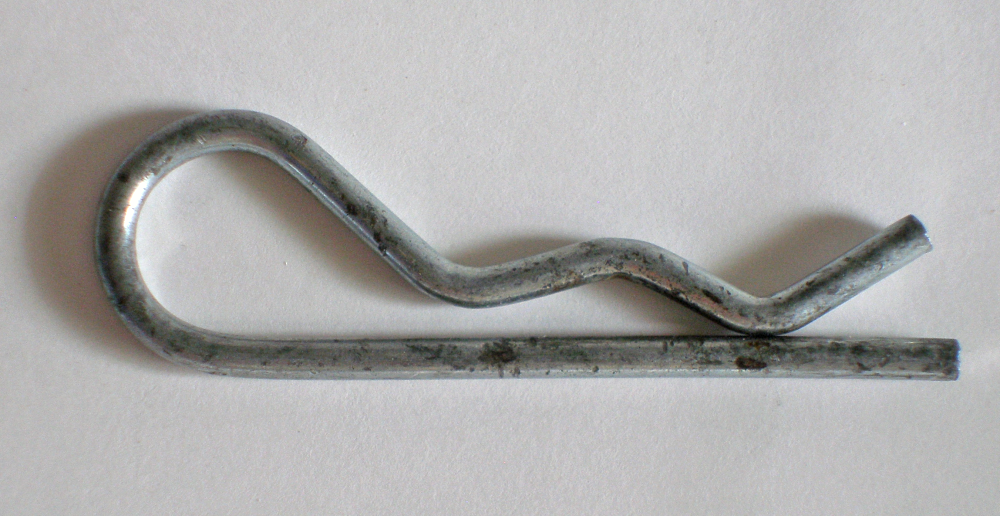
Federstecker

Ein Federstecker, in der Umgangssprache auch Federsplint, ist ein wiederverwendbar-selbstsichernder Splint. Er ist nicht wie der Standardsplint von gespaltenem Querschnitt, sondern rastet aufgrund der federnden Wirkung des Materials ein. Diese Splinte sind in DIN 11024 genormt.

### Klappsplint (Klappstecker, DIN 11023)

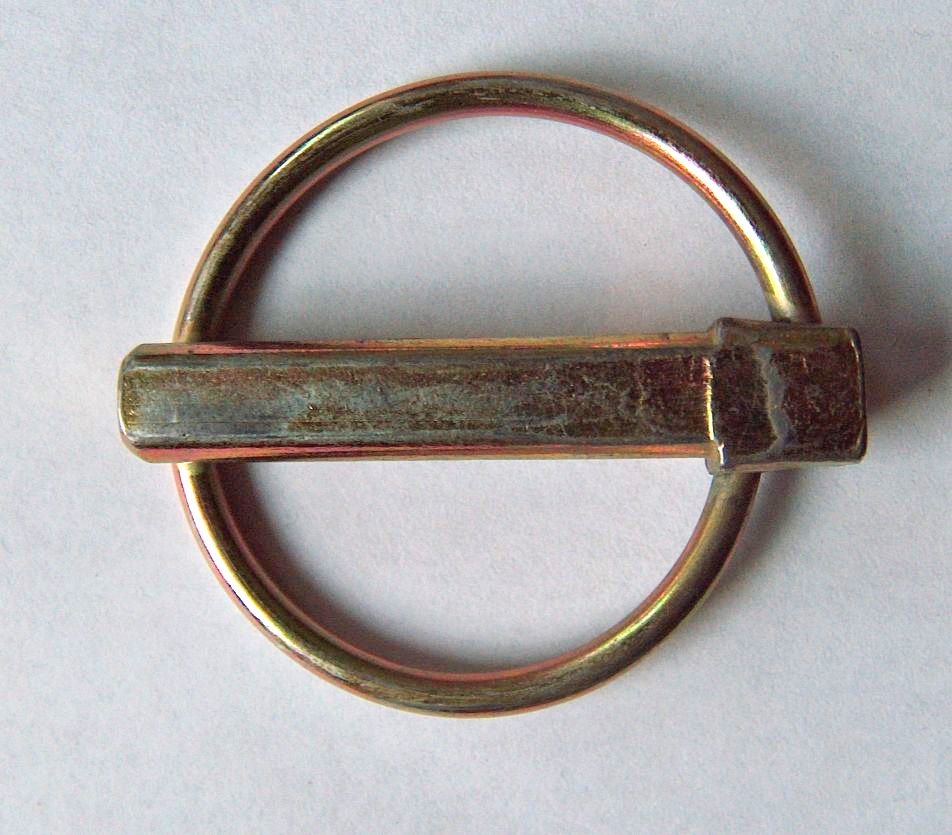
Klappsplint

Für besondere Anforderungen kommen aus konstruktiven oder Sicherheitsgründen Sonderformen wie Klappsplinte nach DIN 11023 oder Rohrklappsplinte in diversen Bauformen zur Anwendung. In der Grundform bestehen sie aus einem federnden Stahlbügel, der Mutter, Bolzen oder Schraube zusätzlich umfasst und einem prismenförmigen Grundkörper, in dem der Drahtbügel schwenkbar gelagert ist. Die Schenkel werden beim Sichern mit dem eigenen Bügel verschränkt und wirken so selbstsichernd.
Klappsplinte werden häufig zur Sicherung von Wellen und Rohren genutzt, wobei die maximal zulässigen Werte für die Flächenpressung nicht überschritten werden sollten: Für Klappsplinte nach DIN-Norm gelten dabei Höchstwerte von 350 N/mm² bei Stiften mit bis zu 8 mm Durchmesser und 420 N/mm² bei jenen mit bis 10 mm Durchmesser.

### Sonderformen
- Fokkernadel

Weiterhin gibt es noch verschiedene, nicht standardisierte Splintformen für Spezialanwendungen.

## Werkstoffe
Als Materialien kommen ausreichend feste, aber zähe Metalle wie Eisen, Stahl oder auch Buntmetall-Legierungen (mit oder ohne Oberflächenbeschichtung) zum Einsatz. Am häufigsten wird blanker, zäher Stahl verwendet. Für die selbstsichernden Splinte kommen Federstähle zur Verwendung.

## Verwendung und Umgang mit Splinten
Da sich das Materialgefüge beim Sichern und Entsichern verändert, dürfen Standardsplinte nach EN ISO 1234 aus Sicherheitsgründen nach einer Montage und einer Demontage nicht wieder verwendet werden. Sie müssen durch neue Teile ersetzt werden. Durchmesser von Splint und zugehöriger Bohrung (Splintloch) müssen aufeinander abgestimmt sein. Sie bilden gemeinsam eine Spielpassung. Der Splint muss leicht durchsteckbar sein. Die Schenkel werden nach dem Durchstecken gegeneinander aufgebogen (gespreizt). Sie dürfen durch Abschneiden gekürzt werden. Keinesfalls ist aber die Verwendung zu kurzer Splinte gestattet; die Länge sollte ungefähr das Doppelte der Bohrungslänge betragen.